# 扎里恰尼
50°13′48″N 28°39′0″E / 50.23000°N 28.65000°E
扎里恰尼（烏克蘭語：Зарічани）是位於烏克蘭北部日托米爾州裏日托米爾區的村莊，處於捷捷列夫河畔，始建於1650年，面積1.93平方公里，海拔高度212米，2007年人口2,439。